# TOUCH/タッチ
『TOUCH/タッチ』（原題: Touch）は、アメリカ合衆国の超自然スリラー・テレビドラマ。FOX系列で放送されていた。
2012年1月25日に第1話が先行放送され、同3月22日から本格的な放送が開始された。第1シーズンは全13話で、2012年5月31日に2時間のシーズン・フィナーレが放送された。第2シーズンは2012年10月に放送開始予定だったが延期となり、2013年2月8日に2時間枠で開始となった。
世界100か国以上で放送されている。
日本ではWOWOWで2012年10月から放送開始。日本語吹き替え版では、キーファーの声を『24 -TWENTY FOUR-』と同じ小山力也が担当している。　

## 概要
原案・製作総指揮・脚本はティム・クリング。主演のキーファー・サザーランドも製作総指揮に名を連ねている。また、フランシス・ローレンスがパイロット版の監督を務めた。
このドラマでは科学、スピリチュアリティ、感情がブレンドされ、世界中の一見無関係な人々がお互いに影響し合う。物語は、アメリカ同時多発テロ事件で妻を亡くしたシングルファーザー、マーティン・ボームと、その11歳の息子で無言症のジェイクを中心に繰り広げられる。

## ストーリー
元ジャーナリストでシングル・ファーザーのマーティン・ボームは、無言症の息子ジェイクと意思を通じるため、あらゆることを試みる。だが、ジェイクは決して口を開かず、ほとんど感情を表に出さず、触れられるのを嫌がり、自らも滅多に他人に触れようとはしない。学校などから突然姿を消してしまうことも頻繁に起こる。
そんなある日、実はジェイクには、数字を通して「過去・現在・未来」、そして「世界各地の人々の繋がり」を知覚する能力があるらしいと、マーティンは気付く。ジェイクはそういった繋がりに異状を感じると苦しくなり、マーティンに数字を見せることによって助けを求めていたのだ。
マーティンはそのメッセージの意味を探りながら、さまざまな形で人助けを行うようになる。しかし、そんなマーティンの行動は、ソーシャルワーカーの目には奇異に映り、父親としての資格が問われることになる。ジェイクを助けたいという気持ちと、ジェイクの養育権を失いたくないという気持ちが葛藤する日々が続く。
その過程で、ジェイクと同じ特殊能力を持った少女アメリアが以前、謎の死を遂げたらしいことが判明する。どうやら、ある大企業がジェイクの養育権をマーティンから取り上げようとしているのは、ジェイクの特殊能力とも関係があるらしい。
主な舞台は、第1シーズンではニューヨークだったが、第2シーズンではロサンゼルスに移動した。

## 登場人物
マーティン・ボーム
演 - キーファー・サザーランド、吹替 - 小山力也
元ジャーナリスト。妻をアメリカ同時多発テロ事件で亡くした後、空港の荷物係に転職し、息子ジェイクを1人で育てる。学校や施設などから勝手に姿をくらます息子に手を焼きつつ、どうにか意思疎通をはかろうとする。ある日、ジェイクがノートなどに書く数字に意味があるらしいと気付き、その解明を行う過程で、ジェイクだけでなく、他の人々をも助けるようになる。
ジェイコブ・“ジェイク”・ボーム
演 - ダヴィード・マズーズ、吹替 - 竹内順子
11歳の少年。無言症で口が利けないが、数字を通して過去、現在、未来の出来事、そして人々の繋がりを知る能力がある。ジェイクは時折（人に触れられるとパニックを起こすため）、悲鳴を挙げることはあるが、言葉は一切発せず、書くこともない。しかし、ノート、黒板、電卓、コンピュータ・パッドなどに数字を書いたり、表示したりすることにより意思疎通をはかる。また、マズーズによるナレーションで、ジェイクの内面をうかがい知ることができる。
クレア・ホプキンス
演 - ググ・バサ＝ロー、吹替 - 中村千絵
ボーム一家の生活状況の評価を行うために派遣されたソーシャルワーカー。当初はマーティンの父親としての能力に疑問を呈するが、ジェイクの特殊能力に気付き、それを懸命に補佐しようとするマーティンに次第に共鳴するようになる。
アーサー・テラー教授
演 - ダニー・グローヴァー、吹替 - 勝部演之
数字による透視能力者を研究する専門家で、マーティンにアドバイスする。しかし、脳に疾患があるらしい。
シェリ・ストラップリング
演 - ロクサーナ・ブルッソ
ジェイクが通っている養護施設の責任者で、クレアの上司。ジェイクに何かあるたびに、マーティンが父親失格だと決め付ける。クレアがマーティンに協力的になるにつれ、クレアに対しても厳しい態度を取るようになる。どうやら、ジェイクの特殊能力にただならぬ興味を持つ謎の企業と関係があるらしい。

## エピソードリスト

### 第1シーズン
|    | 邦題                      | 原題                 | アメリカでの初回放送日 |
| -- | ------------------------- | -------------------- | ---------------------- |
| 1  | 運命のロードマップ        | Pilot                | 2012年1月25日          |
| 2  | セカンド・チャンス        | 1+1=3                | 2012年3月22日          |
| 3  | 目に見えない騎士          | Safety in Numbers    | 2012年3月29日          |
| 4  | 想いをつなぐ糸            | Kite Strings         | 2012年4月5日           |
| 5  | 少女たちの選択            | Entanglement         | 2012年4月12日          |
| 6  | 過去の忘れ物              | Lost and Found       | 2012年4月19日          |
| 7  | 手渡された鍵              | Noosphere Rising     | 2012年4月26日          |
| 8  | 引き裂かれるふたり        | Zone of Exclusion    | 2012年5月3日           |
| 9  | 天球の音楽                | Music of the Spheres | 2012年5月10日          |
| 10 | 新たなターゲット          | Tessellations        | 2012年5月17日          |
| 11 | 待ち人の行方              | Gyre (Part 1)        | 2012年5月31日          |
|    | 旅立ちの時                | Gyre (Part 2)        | 2012年5月31日          |
| 12 | サイドストーリー 再会の町 | The Road Not Taken   | 2012年9月14日          |

### 第2シーズン
|    | 邦題                   | 原題                 | アメリカでの初回放送日 |
| -- | ---------------------- | -------------------- | ---------------------- |
| 1  | 選ばれし者             | Event Horizon[7]     | 2013年2月8日[7]        |
| 2  | 引き合う魂             | Closer[7]            | 2013年2月8日[7]        |
| 3  | 届かない声             | Enemy of My Enemy[7] | 2013年2月15日[7]       |
| 4  | パーフェクト・ストーム | Perfect Storm[7]     | 2013年2月22日[7]       |
| 5  | 待ち望んだ瞬間         | Eye to Eye[7]        | 2013年3月1日[7]        |
| 6  | 失ったぬくもり         | Broken[7]            | 2013年3月8日[7]        |
| 7  | 暗闇の悪魔             | Ghosts[7]            | 2013年3月15日[7]       |
| 8  | 無償の愛               | Reunions[7]          | 2013年3月22日[7]       |
| 9  | 欠けた歯車             | Clockwork[7]         | 2013年3月29日[7]       |
| 10 | 忘れ形見               | Two of a Kind[7]     | 2013年4月5日[7]        |
| 11 | 眠れる正義             | Accused[7]           | 2013年4月26日[7]       |
| 12 | 欲望のアルゴリズム     | Fight or Flight[7]   | 2013年5月3日[7]        |
| 13 | 終わらない旅           | Leviathan[7]         | 2013年5月10日[7]       |

## 関連商品
ケイラ・グラハム（カレン・デヴィッド ）が歌う「スリー·リトル·バーズ」が、2012年2月28日に20世紀フォックステレビレコードによってサウンドトラックのシングルとしてiTunesでリリースされた。

## 批評家による評価
ショーは、一般的に肯定的な評価を得て、現在メタクリティック・スコア63/100を獲得している。
『ポップマターズ』のマイケル・ランドウエバーは、番組は「スピリチュアリティ、家族愛、世界的な苦しみの混合は驚くほど効果的だ」と賞賛した。彼は「少年のナレーションでは壮大な宇宙の事実を述べるが、そののち彼が一言も喋っていないことを述べてからよりパワフルに感じる」と述べた。
『ニューヨーク・ポスト』のレビューで、リンダ・スターシは「何度も繰り返される数列や宇宙のパターンに惹きつけられたなら、FOXの新しい番組を繰り返し視聴するパターンを繰り返すであろう...番組は興味深く、サザーランドがTVに戻ったのは嬉しいが、正直言って複雑すぎる」と述べた。
『シカゴ・サンタイムズ』のロリ・ラックルは、番組は「世界中の人々が互いに結びつき、人生が--潜在的に大きな影響を与えながら--交差するという、びっくりするような前提を元にしている」と述べ、最後に「世界中を駆け巡る体験と涙が出る感動をもたらす。目標は高く設定され、タッチがそこに到達することを祈る」と述べた。
キーファー・サザーランドの演技も賞賛され、ランドウエバーは「彼は集中と繊細さの組み合わせで役をこなし、我々はマーティンを裁くのではなく、苦難に引きこまれ共感する。すべての試練が、彼の顔に刻まれている。彼はジャック・バウアーの役に同じような禁欲主義を吹き込んだが、マーティンはより弾力性が少なく、より深く悩んでいる」と述べた。